# Theme from Harry's Game
Theme From Harry's Game è un singolo del gruppo celtico-pop irlandese Clannad, pubblicato nel 1982, estratto dal loro settimo album in studio Magical Ring.
La canzone raggiunse la quinta posizione nel Regno Unito nel novembre 1982. È stato anche un grande successo in Irlanda, paese d'origine della band, dove ha raggiunto il secondo posto. I testi sono in lingua irlandese, e la canzone è l'unico successo britannico che sia mai stato cantato interamente in irlandese.
La canzone ha vinto un premio Ivor Novello e ha lanciato la carriera mondiale di Clannad. Da allora è apparsa in diversi film di Hollywood, in particolare Patriot Games, in cui si vede un membro dell'IRA guardare il video musicale della canzone sulla sua televisione. Il suo utilizzo in uno spot Volkswagen ha introdotto Clannad a un pubblico americano.

## Tracce
1. Theme from Harry's Game
2. Strayed Away

## Classifiche internazionali
| Chart                                   | Peak position |
| --------------------------------------- | ------------- |
| Paesi Bassi                             | 9             |
| Irlanda                                 | 2             |
| Regno Unito                             | 5             |
| Stati Uniti d'America Billboard Hot 100 | 90            |